# 亞屬
亞属（拉丁語：subgenera）是生物分类法中的一级，位于屬和种之间。
在分類學中，「亞屬」可單獨使用或與種名同時使用。但亞屬的使用並非必要。